# Бой у Сунгей Коэмба
Бой у Сунгей Коэмба (27 мая — 12 июня 1965 года) — столкновения между австралийскими и индонезийскими войсками в рамках Индонезийско-малайзийской конфронтации. Представлял собой серию засад, организованных 3-м батальоном Королевского австралийского полка (3 RAR) вдоль реки Сунгей-Коэмба на Калимантане с целью пресечения индонезийских путей поставок и перемещения войск. Первая засада была проведена 27 мая 1965 года и привела к значительным жертвам с индонезийской стороны и без потерь для австралийцев. Вторая засада была проведена через две недели немного ниже по течению реки, 12 июня 1965 года, и снова с потерями для индонезийцев и без потерь для австралийцев.

## Предыстория
После провозглашения независимости Малайзии от Великобритании в 1957 году создание федерации из Малайи, Сабаха, Саравака, Брунея и Сингапура привело к напряженности в отношениях нового государства с Индонезией. В конце 1962 года президент Индонезии Сукарно начал военные действия в попытке дестабилизировать новое государство, в том числе попытавшись захватить власть в независимом анклаве Бруней в декабре. В 1963 году военные действия активизировались вдоль индонезийско-малайзийской границы на острове Борнео, а небольшие партии вооруженных людей начали проникать на территорию Малайзии для пропагандистских и диверсионных действий. С 1964 года индонезийские регулярные войска также вступили в конфликт.
Первоначально отказавшись направить войска на Борнео на начальных этапах противостояния Индонезии и Малайзии, австралийское правительство в итоге разместили свои силы в Малайзии в составе Дальневосточного стратегического резерва (FESR), сформированного для защиты полуостровной Малайзии от индонезийских атак. 3-й пехотный батальон (3 RAR), базировавшийся в Кэмп-Терендак в Малакке, впоследствии использовался для зачистки воздушных и морских десантов в районе Лабиса в сентябре и октябре 1964 года. Решив, что эскалация конфликта неизбежна, в январе 1965 года австралийское правительство согласилось развернуть 3-й пехотный батальон в Борнео, в дополнение к батарее артиллерии, инженерно-строительной бригаде и бригаде авиационных инженеров.
На ранних стадиях британские и малайзийские войска пытались только контролировать границу, а также защищать населенные пункты. Однако к тому времени, когда австралийский батальон был развернут на Борнео, британцы решили к более агрессивным действиям, пересекая границу, чтобы получить информацию и заставить индонезийцев оставаться в обороне (Операция «Кларет»). Бои проходили в горной, покрытой джунглями местности, в изнурительном климате.
В рамках подобных операций британские разведчики и спецназ часто пересекли границу на Борнео в целях выявления индонезийских сил у границ Саравака. Первоначально проникновения были ограничены 3000 ярдов (2700 м), но впоследствии были углублены до 6000 ярдов (5500 м) и 10000 ярдов (9100 м). Не зная, где могут ударить союзнические войска, индонезийцы все чаще были вынуждены направлять свои ресурсы на защиту позиций, а не на проведение наступательных операций.
3-й пехотный батальон был первоначально размещен в лагерях вдоль границы, охраняя подступы к столице Кучинг. Под командованием подполковника Брюса Макдональда батальон был развернут по трем направлениям: у Стасса (Рота А), Букит-Кнукле (Рота B) и Серикин (Рота C), а Рота D оставалась в запасе в Бау, вместе со штабом батальона. В среднем каждая рота закрывала около 7000 м границы.
К концу апреля австралийцы начали свои первые трансграничные патрулирования. В апреле 1965 года два индонезийских батальона 5-й Бригады были развернуты в районе операций 3 RAR, общим числом 3050 человек под командованием полковника Суйоно. Эти подразделения были поддержаны по крайней мере двумя батареями артиллерии, оснащенными зенитными пулемётами.

## Бои

### Первый бой 27 мая 1965 года
Первый австралийский патруль на Калимантане выдвинулся через границу двумя взводами Роты В, 5-м и 11-м, из района Букит-Кнукле, под командованием майора Уильяма Бродерика. Их целью была организация засады на индонезийские пути сообщения вдоль реки Сунгей-Коэмба. После нескольких дней продвижения через густые джунгли Бродерик расположил свой отряд на возвышенности с видом на реку 26 мая и отправил вперед небольшую разведывательную группу из трех солдат с лейтенантом Патриком Билом. Группа обнаружила отряд индонезийцев ниже по течению: они громко разговаривали, хаотично стреляли в воздух, казалось бы, не подозревая о близости австралийцев и равнодушные к основным понятиям безопасности.
На следующее утро Бродерик перевел отряд вниз по течению, чтобы создать прочную базу, в то время как Бил отправился во главе 5-го взвода вперед. Патруль был вооружен четырьмя легкими пулемётами Bren. Австралийцы обнаружили индонезийский отряд. Присутствие индонезийцев так близко к австралийским позициям делало шансы их обнаружения слишком большими. Но Бил вместо отступления развернул свой взвод полумесяцем, расположил пулемётные точки и стал ждать противника.
В 11:32 утра, после 40 минут ожидания противника, австралийцы услышали шум моторных лодок. Каждая из двух лодок несла на себе по пять вооруженных индонезийских солдат, среди них был один голландский наемник. Австралийцы не были обнаружены и позволили лодкам приблизиться. Выждав, пока лодки окажутся всего в 35 м, австралийцы открыли огонь из пулемётов, который опустошил лодки. Первая лодка затонула, а вторая начала дрейф вниз по течению. Двое индонезийцев вплавь добрались до дальнего берега, но затем были расстреляны, ещё восемь индонезийцев были убиты в лодках. Однако австралийцы не ожидали, что следом шли ещё несколько катеров индонезийцев. Ближайший из них солдаты успели привести к берегу, чтобы не попасть под пулемётный огонь, но часовой австралийцев Джексон уничтожил катер двумя гранатами, когда его пулемёт заклинило.
Бой длился всего две минуты, но с подошедших катеров стали высаживаться индонезийские солдаты, и Бил приказал отступать. Под прикрытием автоматного огня 5-й взвод отошел на соединение с 11-м. В итоге, под прикрытием Роты D, австралийцы пересекли границу Саравака без инцидентов и вернулись в Букит-Кнукле тем же вечером.
Австралийцы потерь не понесли, в то время как по меньшей мере 15 индонезийцев были убиты. Позже той ночью индонезийское радио объявило, что 23 индонезийских военнослужащих были случайно убиты во время учений. Часовой Джексон был впоследствии награждён медалью за храбрость, а Бил получил Военный крест за личную храбрость и умелое руководство.

### Второй бой 12 июня 1965 года
10 июня патруль, состоявший из 7-го взвода Роты С под командованием лейтенанта Роберта Геста, в сопровождении командира роты майора Айвора Ходжкинсона, офицера разведки и наводчика артиллерии, покинул базу в Серикине для организации засады на реке Сунгей-Коэмба. Австралийский патруль занял своё предполагаемое место засады рано утром и стал ожидать противника. В течение дня были замечены две лодки, занятые гражданскими лицами, им позволили пройти беспрепятственно, так же как и ещё трем на следующее утро.
В 10:45 утра 12 июня рядовой Хейнс, часовой на левом фланге австралийских позиций, предупредил о приближении индонезийского пешего патруля вдоль берега реки. Австралийцы были расположены для поражения целей на реке и изначально оказались в невыгодном положении в случае боя на против противника на суше. Десять минут после того, как индонезийцы были впервые замечены, рядовой Снеддон открыл огонь из пулемёта по группе из шести индонезийцев, убив двоих на месте и третьего, когда тот побежал на него. Хейнс впоследствии убил четвёртого, а пятый индонезиец смог присоединиться к ещё пятерым индонезийским солдатам, продвигавшимся в тыл австралийских позиций.
Гест собрал солдат правого фланга и вместе с Ходжкинсоном атаковал оставшихся индонезийцев, убив двоих. Ещё один солдат смог бежать. В течение двадцати минут бой был завершен, и австралийцы приступили к сбору брошенных индонезийцами оружия и оборудования Впоследствии убитые индонезийские солдаты были идентифицированы как члены 440-го батальона.
Австралийцы решили отменить засаду, поскольку их позиции были дезавуированы. За ночь патруль пересек границу без инцидентов и на следующий день вернулся в Серикин без потерь. Ходкинсон был назначен Орденом Британской империи 24 мая 1966 года.
Как следствие, индонезийцы планировали увеличить свою активность на границе, а австралийцы увеличили свои патрули.

## Последствия
3-й пехотный батальон завершил свои действия на Калимантане в августе 1965 года и вернулся в лагерь Терендак. За время четырёхмесячного пребывания на острове батальон потерял троих убитых и пятеро раненых, большая часть из них пострадали при подрывах мин. В сентябре 1965 года на замену 3-му батальону из Австралии в Малайзию прибыл 4-й пехотный батальон. После периода обучения он был развернут в Сараваке в апреле 1966 года. Однако к этому времени война уже свелась к мирным переговорам между Малайзией и Индонезией.